# كرة قدم دولية غير تابعة للفيفا

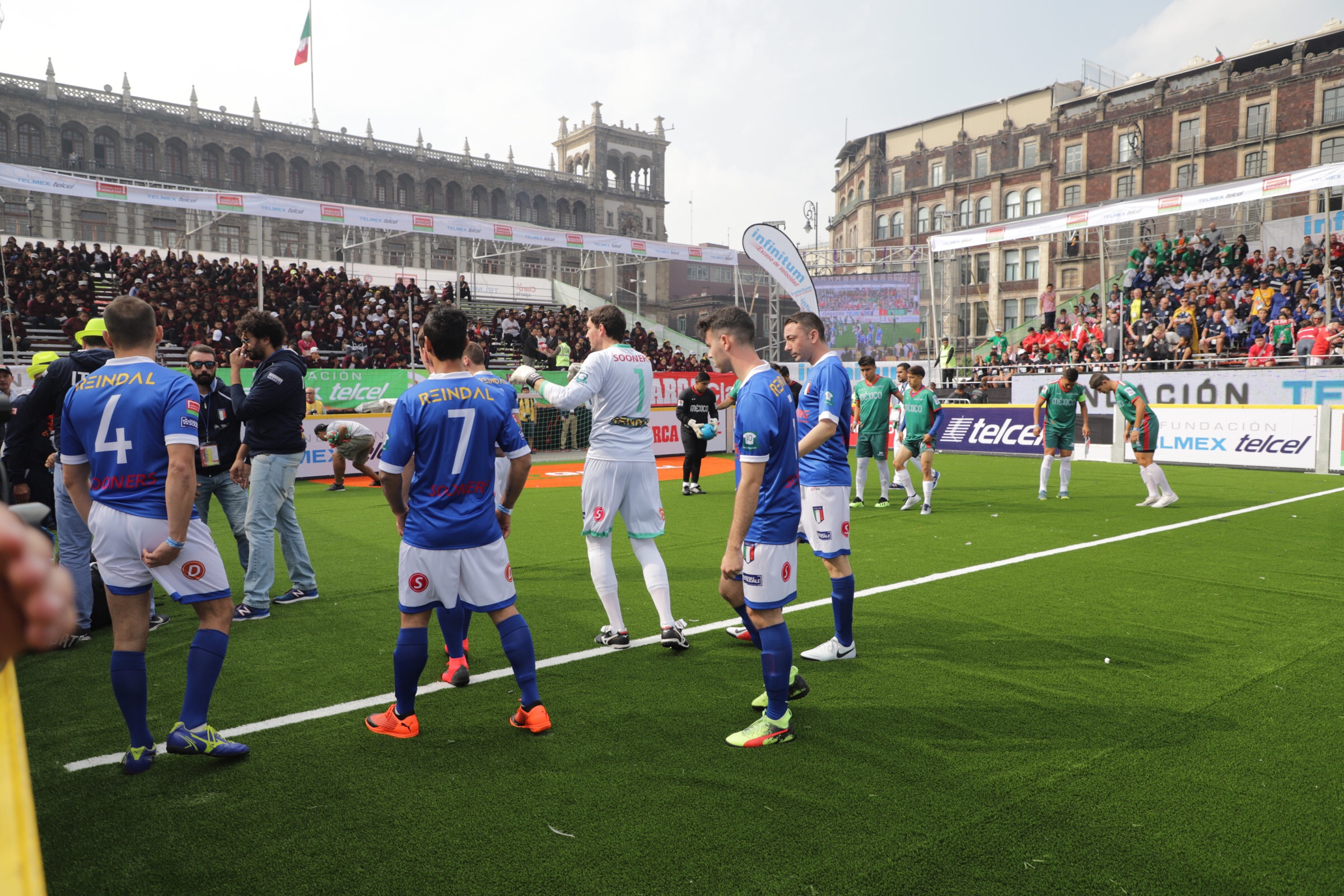
كأس العالم للمشردين 2018 - الافتتاح

الفيفي هو اتحاد كرة قدم دولي يعتني بالمنتخبات غير الرسمية أو غير معترف بها من قبل الفيفا كمنتخب جرينلاند لكرة القدم و منتخب كردستان العراق لكرة القدم.

## أهم المنتخبات
- منتخب الصحراء الغربية
- منتخب جرينلاند لكرة القدم
- منتخب كردستان العراق